# Kick (serviciu de livestreaming)
Kick este un serviciu de video live streaming. Finanțat de către cofondatorii Stake.com Bijan Tehrani și Ed Craven și personalitatea de streaming Trainwreckstv, Kick a fost fondat în 2022 ca un competitor față de Twitch-ul deținut de Amazon, cu punerea unui accent mai mare pe venituri mai generoase pentru streameri și mai puțină moderare. Kick este recunoscut pentru faptul că ia doar 5% din monetizare, cel mai mic procent dintre platformele de streaming, precum și pentru ofertele sale din 2023 cu mai mulți streameri anteriori proeminenți pe Twitch, inclusiv pentru marele maestru de șah Hikaru Nakamura, Adin Ross și xQc.
Până în iunie 2023, Kick a atins o medie de 110.000 de livestreamuri pe zi.

## Istorie
Kick a fost fondat pe 1 decembrie 2022. Fondatorii săi nu sunt cunoscuți, deși co-fondatorii Stake.com Bijan Tehrani și Ed Craven sunt cunoscuți a fi printre cele mai proeminente figuri în operațiunile site-ului. Sursele se află în conflict asupra faptului dacă Tehrani și Craven sunt fondatori, investitori privați sau au un alt rol; unele surse mai afirmă că streamerul american Trainwreckstv se numără printre proprietarii platformei sau joacă un rol de lider în cadrul acesteia.

## Împărțirea veniturilor și salariul
Împărțirea veniturilor pe Kick este de 95% pentru streamer și 5% pentru platformă, printre cele mai generoase din streaming. Divizarea pe Kick este adesea comparată cu fosta împărțire de 50-50 a Twitch între creatori și platformă, și mai rar, YouTube ia o reducere de 30% de la livestreamuri. Popularitatea lui Kick în împărțirea veniturilor a fost creditată de Forbes pentru că a determinat Twitch să introducă un model de împărțire a veniturilor 70-30 pentru unii creatori.
Kick a propus să plătească toți streamerii pe oră dacă îndeplinesc anumite condiții; dacă această propunere va fi adoptată, ar deveni primul serviciu de streaming care va face acest lucru. Condițiile includ streamer-ul să fie activ timp de cel puțin patru ore pe zi din treizeci de zile dintr-o lună, streamer-ul să fie treaz și să interacționeze cu chat-ul, streamer-ul să aibă o cameră web pe față și să fie major. Toți creatorii de conținut de pe Kick care îndeplinesc toate cele patru condiții vor primi 16 USD pe oră de streaming. Deși acest lucru a fost dezvăluit curând ca un zvon.

## Oferte de streaming
Trainwreckstv a fost printre primele personalități majore din streaming care a atras atenția pentru a se alătura platformei. Streamerul american, care anterior a fost interzis pe Twitch pentru promovarea jocurilor de noroc în timpul streamurilor sale, a dezvăluit publicului său în martie 2023 că a câștigat 16.000 de dolari cu 3.500 de abonați pe site-ul Kick în primele zece zile de streaming pe platformă. Lui Trainwreck i s-a alăturat și Adin Ross, care a dezvăluit pe 1 martie 2023 că a semnat un acord de streaming cu Kick pentru o sumă nedezvăluită. Ross a susținut că afacerea sa la acea vreme era cea mai mare din istoria streamingului, deși a negat că depășește 150 de milioane de dolari.
Pe 29 martie 2023, Kick a reușit să semneze un acord neexclusiv cu marele maestru de șah Hikaru Nakamura.
În mai 2023, BruceDroEmOff a anunțat că a semnat un parteneriat cu Kick, deși suma acordului nu a fost dezvăluită.
Pe 16 iunie 2023, s-a făcut anunțul că xQc a semnat un contract neexclusiv pe 2 ani în valoare de 70 de milioane de dolari cu platforma, cu stimulente care ar putea crește valoarea contractului la 100 de milioane de dolari. Acest lucru a făcut ca semnarea lui xQc cu Kick să fie cea mai mare înțelegere din istoria streamingului, depășind contractul de exclusivitate de 50 de milioane de dolari al lui Ninja cu defunctul Mixer, deținut de Microsoft, și depășind și mai mult contractul de doi ani al lui LeBron James cu Los Angeles Lakers. Două zile mai târziu, pe 19 iunie, Kick a semnat un contract cu Amouranth, deși detaliile contractului ei nu au fost dezvăluite.
Pe 27 iunie 2023, streamerul și comentatorul politic, Destiny, a anunțat un parteneriat neexclusiv de 12 luni cu Kick pentru o sumă nedezvăluită de 7 cifre.

## Sponsorizări
În ianuarie 2023, Alfa Romeo F1 Team a semnat un contract de sponsorizare pe mai mulți ani cu Kick. Numele și sigla lui Kick le vor înlocui pe cele ale Stake (sponsorul principal al echipei) în țările în care reclamele pentru jocuri de noroc și pariuri sportive nu sunt permise ca „Alfa Romeo F1 Team Kick”. În iunie, Sauber Esports a anunțat un parteneriat de titlu cu Kick pentru a forma „Alfa Romeo F1 Team KICK Esports”.

## Controverse
Kick de-a lungul vremii a provocat controverse deoarece site-ul permite promovarea jocurilor de noroc de către streameri. În plus, multe dintre aceste livestream-uri fac publicitate pentru serviciile de gambling ale Stake. Pe 19 iunie, trei dintre cei mai mari streameri „Slots & Casino” ofereau coduri promoționale de la Stake. Aceste stream-uri și coduri sunt menite să fie disponibile doar pentru persoanele de peste 18 ani, dar pot fi accesate cu ușurință de oricine, la orice vârstă.